# Piotrkowice (Kościan)
Pour les articles homonymes, voir Piotrkowice.
Piotrkowice (prononciation : [pjɔtrkɔˈvit͡sɛ]) est un village polonais de la gmina de Czempiń dans le powiat de Kościan de la voïvodie de Grande-Pologne dans le centre-ouest de la Pologne.
Il se situe à environ 4 kilomètres au sud-ouest de Czempiń (siège de la gmina), à 10 kilomètres au nord-est de Kościan (siège du powiat) et à 31 kilomètres au sud-ouest de Poznań (capitale régionale).

## Histoire
De 1975 à 1998, le village faisait partie du territoire de la voïvodie de Poznań.

Depuis 1999, Piotrkowice est situé dans la voïvodie de Grande-Pologne.